# Góspel
La música góspel (en inglés, gospel), música espiritual o música evangélica, es un género tradicional de la música cristiana y una piedra angular de los medios de comunicación cristianos. Su creación, interpretación, significado e incluso su definición varían según la cultura y el contexto social. Se compone e interpreta con diversos fines, como el placer estético, los fines religiosos o ceremoniales, y como producto de entretenimiento para el mercado. Se caracteriza por voces dominantes y un fuerte uso de la armonía con letras cristianas. Su origen se remonta a principios del siglo XVII. Entre los subgéneros se incluyen el góspel tradicional, góspel negro, sureño, etc. Hoy en día hay varios subgéneros llamados góspel.
Las canciones gospel originales fueron escritas y compuestas por autores como George F. Root, Philip Bliss, Charles H. Gabriel, William Howard Doane y Fanny Crosby. Surgieron editoriales de música gospel. La llegada de la radio en la década de 1920 incrementó considerablemente la audiencia de la música gospel. Tras la Segunda Guerra Mundial, la música gospel se trasladó a los grandes auditorios y los conciertos de música gospel se volvieron muy elaborados.
En su definición más popular, se le conoce como góspel a la música religiosa estadounidense que surgió de los cientos de iglesias pentecostales, protestantes evangélicas afroamericanas en el siglo XIX y que se hizo muy popular durante la década de 1930. Más generalmente, suele incluirse también la música religiosa compuesta y cantada por cantantes cristianos sureños, independientemente de su etnia. Los coros de góspel tienen un máximo de 30 cantantes. La música góspel, a diferencia de los himnos cristianos, es de carácter ligero en cuanto a música. La palabra gospel se deriva del vocablo anglosajón godspell (literalmente, «palabra de Dios»), el cual se emplea para referirse a los evangelios. A esta forma de cantar se la denominó de esta forma debido a que era un canto evangélico para invitar a las personas hacia Dios. Las letras suelen reflejar los valores de la vida cristiana.

## Historia
Según Willie Ruff, profesor de música de la Universidad de Yale, el canto de salmos en gaélico escocés por parte de los presbiterianos de las Hébridas escocesas evolucionó del "lineing out" (donde una persona cantaba un solo y otras lo seguían) al llamado y respuesta de la música gospel del sur de Estados Unidos. Otra teoría señala fundamentos en las obras de Isaac Watts y otros.

### SigloXVII
Quizás los himnos góspel más famosos fueron compuestos en las décadas de 1760 y 1770 por los escritores ingleses John Newton ("Amazing Grace") y Augustus Toplady ("Rock of Ages"), miembros de la Iglesia Anglicana. Inicialmente solo eran letras, y pasaron décadas hasta que se les añadieron melodías estandarizadas. Aunque no estaban directamente relacionados con la música gospel afroamericana, fueron adoptados tanto por afroamericanos como por estadounidenses blancos, y la conexión de Newton con el movimiento abolicionista propició un intercambio de ideas.

### Época de santidad-pentecostal (sigloXIX)
El primer uso publicado del término "canción gospel" probablemente apareció en 1874, cuando Philip Bliss publicó un cancionero titulado "Canciones gospel: una colección selecta de himnos y melodías". Se utilizaba para describir un nuevo estilo de música eclesiástica: canciones fáciles de comprender y cantar que los himnos tradicionales, surgidos del movimiento de avivamiento masivo iniciado por Dwight L. Moody, cuyo músico era Ira D. Sankey, así como del movimiento de santidad pentecostal. Antes del encuentro de Moody y Sankey en 1870, existía una historia de canciones de avivamiento y de reuniones campestres en las zonas rurales y fronterizas de Estados Unidos, pero el himno gospel tenía un carácter diferente y satisfacía las necesidades de los avivamientos masivos en las grandes ciudades.
El movimiento de avivamiento empleó a cantantes y directores de canto populares, siendo el más famoso Ira D. Sankey. Las canciones gospel originales fueron escritas y compuestas por autores como George F. Root, Philip Bliss, Charles H. Gabriel, William Howard Doane y Fanny Crosby. Como extensión de su publicación inicial Gospel Songs, Philip Bliss, en colaboración con Ira D. Sankey, publicó los números 1 a 6 de Gospel Hymns en 1875. La colección de Sankey y Bliss se puede encontrar en muchas bibliotecas hoy en día.
La popularidad de los cantantes de avivamiento y la apertura de las iglesias rurales a este tipo de música (a pesar de su uso inicial en los avivamientos urbanos) propiciaron la creación, a finales del siglo XIX y principios del XX, de editoriales de música gospel como las de Homer Rodeheaver, E. O. Excell, Charlie Tillman y Charles Tindley. Estas editoriales buscaban grandes cantidades de música nueva, lo que dio cabida a la obra creativa de numerosos compositores.
La llegada de la radio en la década de 1920 incrementó considerablemente la audiencia de la música gospel, y James D. Vaughan la utilizó como parte integral de su modelo de negocio, que también incluía cuartetos itinerantes para promocionar los libros de música gospel que publicaba varias veces al año. Virgil O. Stamps y Jesse R. Baxter estudiaron el modelo de negocio de Vaughan y, a finales de la década de 1920, se enfrentaban a una fuerte competencia. La década de 1920 también vio la comercialización de discos de gospel por parte de grupos como Carter Family.

### Surgimiento del Góspel Afroamericano (décadas de 1920 a 1970)
La música góspel en Estados Unidos nace de la tradición de «espirituales negros», una música inspirada en el sufrimiento de generaciones de esclavos africanos que fueron arrancados de su tierra y deportados a los actuales Estados Unidos, bien por los ingleses, o bien por los estadounidenses blancos tras la independencia y creación de los Estados Unidos. La música se remonta a 1500, fecha en que el primer africano llega a la colonia de Virginia (Estados Unidos), todavía una colonia inglesa. 
La primera noticia de un esclavo que se bautiza como cristiano viene del año 1641 en Massachusetts (Estados Unidos), todavía una colonia inglesa. Muchos de los negreros ingleses, predicaban la fe cristiana protestante, en sus cientos de modalidades, solo para mantener sumisos a sus cautivos («los mansos heredarán la tierra»). Los intereses comerciales, un clima político favorable al lucrativo tráfico de seres humanos, y la religión dan la mano para impedir la rebelión de los oprimidos.
No obstante, la historia sugiere que una interpretación exclusivamente política no basta para explicar la conversión masiva de los africanos al evangelio de Jesucristo.
Estos inmigrantes forzosos traen consigo un estilo musical propio. Una vida comunitaria basada en la música y el baile, siempre dirigido por una percusión insistente, se incorpora al rito de la recién descubierta fe cristiana. El canto se acentúa con la animada participación de los oyentes (exhortaciones, palmas, baile improvisado). Poco a poco la música eclesiástica blanca, europea, estéril —a oídos de estos nuevos conversos— se transforma, y nacen los llamados «espirituales negros».
Como señala Eileen Southern, catedrática de Música y Estudios Afroamericanos de la Universidad de Harvard (EE. UU.), la melodía de los espirituales suele ser modal o pentatónica, con una constante improvisación melódica y textual. Hay frases musicales que se repiten con variaciones, dirigiendo el cantante principal y haciendo eco el coro, creando un patrón de llamadas y respuestas, siempre marcado con un pulso implacable.
Otra característica del género autóctono que los esclavos importan es la balada, la narración —la tradición oral de la tribu— de las hazañas de los héroes antiguos. Este aspecto se incorpora en los nuevos contenidos cristianos. Los héroes del Antiguo Testamento, como Abraham, Josué, Gedeón, y Daniel forman parte del panteón musical. Cruzar el río Jordan se equipara con pasar del sufrimiento de esta vida a la felicidad celestial. El carro que lleva a Elías a la gloria sirve de emblema, y los esclavos piden que Dios mande su carro para llevarlos a ellos también. El ejemplo de Daniel, que sobrevive en el foso de los leones, aviva una esperanza que vence el temor.
Además del recuerdo de los héroes de la Biblia, los espirituales negros sirven para que los esclavos se comuniquen en clave y burlen la vigilancia del amo. También recogen aspectos de la época como el «ferrocarril subterráneo», nombre con que se describe la cadena de ayudantes clandestinos que con pisos francos y documentos falsificados propician la huida de los esclavos de las plantaciones de algodón sureñas a las ciudades norteñas y libres. Temas como «Mantén encendida la lámpara» (señal que indicaba una casa segura), y el pulso implacable de la percusión que hace eco del ruido del tren.
Los espirituales negros evolucionan en música góspel propiamente hablando, con la incorporación de una instrumentación y armonización más sofisticadas. La música ya no se limita a temas modales y pentatónicos, aunque las raíces africanas siguen notándose. Ahora la tradición oral se centra en la persona de Jesucristo. La palabra gospel se deriva del vocablo anglosajón godspell, que significa «palabra buena», traduciendo el término bíblico griego euangelion, «buena noticia». Los esclavos consideran que la mejor noticia de todas es el evangelio de la salvación en Jesucristo. Si bien los amos propagan la fe para mantener a las masas embrutecidas, muchos de los que componen esas masas ahora ven en Jesús el mayor de todos los héroes antiguos, y cantan de su amor, su poder, su sufrimiento, y su cruz.

## Géneros

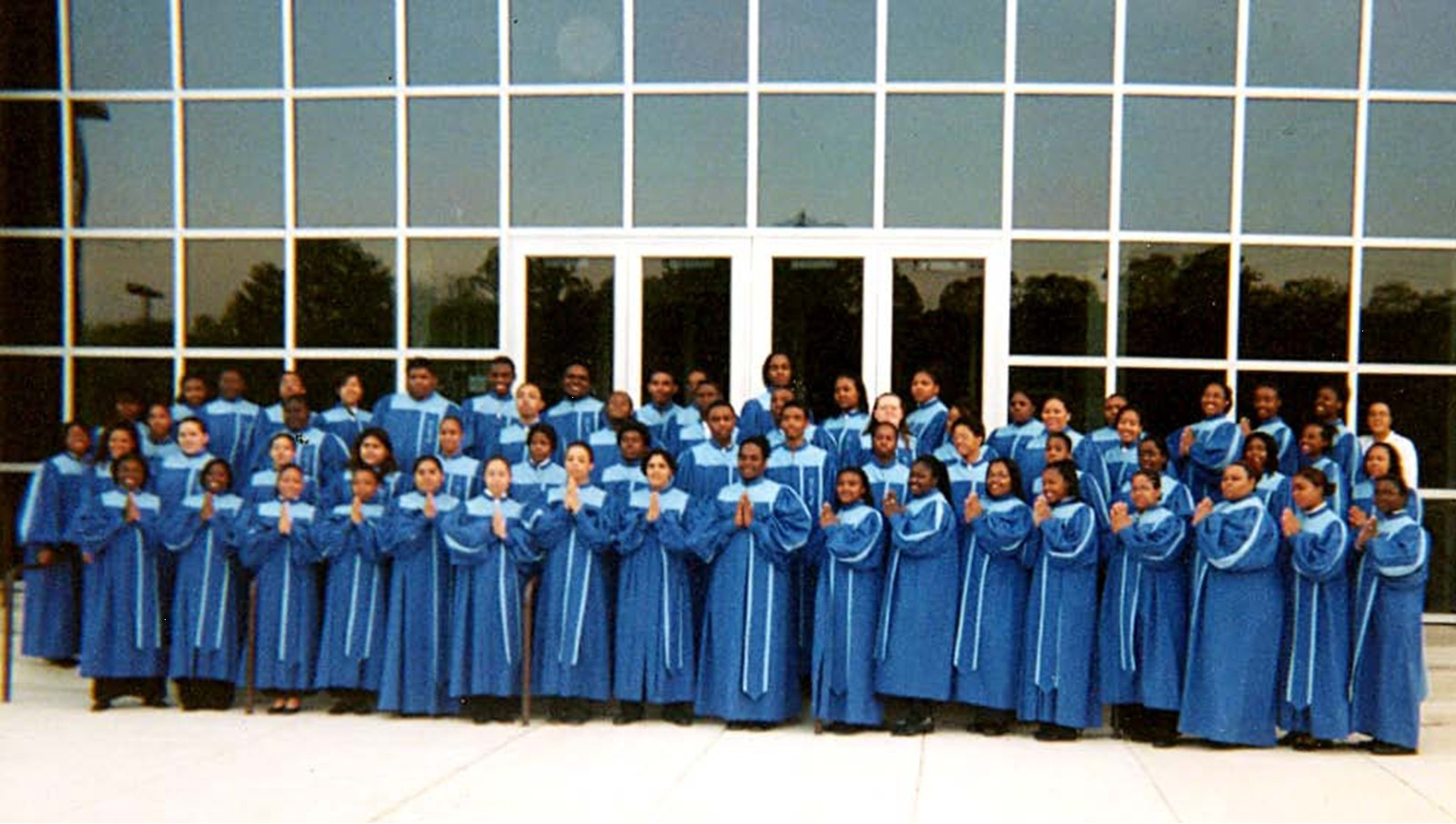
Grupo de góspel.

### Góspel afroamericano (traditional gospel)
El góspel afroamericano tradicional es aquel que básicamente se ha dado en las iglesias evangélicas afroamericanas de los Estados Unidos y que normalmente lo interpreta un coro, que puede tener uno o varios solistas. Se caracteriza por ritmos rápidos y alegres con bajo continuo, el uso de un ejecutor (a) de pandero y la importante presencia de un órgano "Hammond". A este subgénero pertenece una de las canciones más conocidas "Oh Happy Day" de Edwin Hawkins. Es una música muy conocida.

### Góspel blues
Es una forma de música góspel basada en el blues (una combinación de letras evangelísticas y guitarra de blues).

### Góspel sureño (southern gospel)
En ocasiones también es llamado "quartet music" (literalmente, música de cuarteto) debido a las formaciones originales de hombres compuestas por un líder, un tenor, un barítono y un bajo. Este tipo de música habla de los problemas cotidianos de la vida y de cómo Dios responde a ellos. El góspel sureño depende de las armonías, con frecuencia con rangos muy amplios (por ejemplo, notas muy graves del bajo frente al tenor en falsete). Un ejemplo de este tipo de agrupaciones es Statesmen Quartet, de la década de 1950, o The Statler Brothers, un grupo exitoso de la música country.

### Góspel negro (black gospel)
Es un góspel que rompe los esquemas más conservadores del género mezclando con energía la tradición con otros estilos, como el funk, el rock y el blues. Son artistas muy conocidos en este subgénero Kirk Franklin, Jekalyn Carr o The Clark Sisters.

### Scriptures
Son casi en su totalidad grabaciones en las que sobresale la recitación de los textos religiosos, acompañados o no de un hilo musical. Las partes cantadas o las apariciones de coros son escasas. Suele estar interpretado por predicadores, entre los que han destacado J.M. Gates o Moses Mason.

### Góspel latino (latin gospel)
Es el que se interpreta en las iglesias evangélicas de Hispanoamérica[cita requerida] y en las iglesias evangélicas estadounidenses de habla hispana.[cita requerida] En algunos casos usan traducciones al español de las mismas canciones tradicionales de los Estados Unidos[cita requerida] (por ejemplo, Amazing Grace sería Sublime Gracia o How great thou Art es conocida como Cuán grande es él). 
También cabe resaltar que este subgénero se ha caracterizado por incluir fusiones musicales con ritmos latinos[cita requerida] como la salsa, el merengue, el vallenato, la música andina y diversos ritmos tradicionales.
Cantantes como Marcos Brunet, Marcela Gandara, Alexis Peña, Destino Directo, Álex Campos, Jesús Adrián Romero, Julio Melgar, Marcos Witt, Marco Barrientos, Lilly Goodman, Christian Sebastia e Ingrid Rosario, pertenecen a este subgénero.[cita requerida]
En España
Sobre todo en la parte de Cataluña, uno de los coros más antiguos del país es el Cor Carlit Gospel, fundado en 1987 por su directora Anna Roqué, difusora del Gospel contemporáneo que actualmente se escucha. Actualmente esta zona del norte de España es en la que se encuentran más coros de gospel. Entre otros, el coro Messengers de Ramon Escale, Más Gospel de Gerson Gelabert, The Beating Souls de Nacho Melús y Vocal Groove de David Suárez son los más populares de entre aproximadamente 100 coros repartidos por la región. 

## La música góspel fuera de los Estados Unidos
En la década de 1960 la música góspel empieza a dar el salto y a extenderse por Europa[cita requerida]. Así, en 1963 un coro juvenil de la Iglesia bautista Emmanuel en Örebro, Suecia, tras la visita del pastor Ralph Goodpasteur y el coro góspel de "The First Church of Deliverance" de Chicago, decide empezar a cantar este estilo, convirtiéndose así en el primer coro góspel europeo.[cita requerida] En 1968 cambia su nombre por "Joybells", nombre por el que siguen siendo conocidos hasta hoy.[cita requerida]
En 1975, el artista congoleño Charles Mombaya crea un grupo de góspel llamado Les Ambassadeurs Du Christ usando el estilo espiritual negro
En 1988 nace Oslo Gospel Choir, una de las principales referencias del góspel en Europa.[cita requerida]
A partir de la década de 1990 hay un fuerte crecimiento de la influencia de la música góspel en Europa, en parte gracias a la influencia del cine, como Sister Act o La mujer del predicador con Whitney Houston.[cita requerida]
Actualmente se podría hablar de una especie de subgénero llamado "góspel europeo" debido a las aportaciones que compositores europeos como Joakin Arenius han aportado al estilo[cita requerida]. Recientemente han surgido festivales de góspel europeo, como el Gospelkirchentag, que se celebra en el mes de junio en Dortmund, Alemania, desde 2010.[cita requerida]

### Argentina
El góspel en Argentina ha tenido una gran expansión en la última década.[cita requerida] En sus orígenes, se puede nombrar a Paloma Efron quien fue invitada a cantar con los Fisk Jubilee Singers en los Estados Unidos. Los Aleluyah Folk Jubilee Singers fueron, en los años 70 una agrupación pionera en el repertorio del góspel tradicional.[cita requerida]
En el siglo XXI, diferentes agrupaciones que encaran un góspel moderno y festivo invaden la escena de Buenos Aires[cita requerida] Uno de los personajes más renombrados de la música góspel en Argentina es Franco Gandullo productor de muchos proyectos Corales y Vocales del género, fue el creador del primer gran Coro Góspel de Buenos Aires "El Coro Góspel de Argentina" dirigido por Natalia Welbey, luego años más tarde con un estilo similar el que fue el Coro más grande del país el "Argentina Gospel Choir" llegando a componerlo unas 150 personas. Franco fue y es actualmente gran precursor de muchas actividades, proyectos, seminarios, reuniones y cursos referidos al estilo a lo largo y a lo ancho del país.
Otros de los coros muy conocidos en la escena porteña El Afrosound gospel choir (dirigido y producido por Claudia Tapia y Caterina Finocchi) , Coro Gospel Joy (dirigido por Amado Acosta) o pequeños ensambles vocales como Kumbaya de la ciudad de Córdoba. En el 2018 surgió la agrupación Black Sheep Gospel Choir, dirigida por Victoria Ponisio. Coro que busca no solo difundir el estilo, sino también la palabra, respetando el ritmo del góspel tradicional, y sumándole soul y otros ritmos afroamericanos.
Algunos grupos más tradicionales como los Afroamerican Music con Marcelo Ponce como director recorren un repertorio que se ajusta más a las raíces del género.
Otro exponente del góspel tradicional es Gabriel Grätzer quien dirige a los Boulevard Gospel Singers.[cita requerida] Presentó Góspel en el Teatro Colón y fue el guitarrista que acompañó a Gregory H , (una de las leyendas del góspel de los Estados Unidos) , en su gira por Argentina.
Siguiendo la línea del góspel sureño, o góspel blanco, o también llamado quartet gospel, por ser formaciones masculinas en general, el director David Godoy y su quinteto masculino Southern Vocal Band, han llevado este estilo a diversos escenarios como el Festival de Música Country De San Pedro.
También Buenos Aires cuenta con Coros: Gospel in the stret" (Dirigido por Melanie Henderson) ella es precursora del Gospel en CABA ya que dirige su Coro hace más de 10 años, es oriunda de Inglaterra donde estudió y participó de diferentes proyectos y clases, también estudó en EEUU con referentes del estilo.
Luego encontramos coros en la Matanza "Life Gospel Choir" , en Avellaneda "El coro gospel de avellaneda" (Dirigido por Matias Couselo) , y en caba al menos una decena: "Joyfull ensamble" y "Buenos Aires Gospel Soul" entre otros.
Otras visitas importantes en Argentina fueron las del Harlem Gospel Choir y Markanthony Henry. El góspel en el país cuenta con más de 30 coros[cita requerida], un festival anual[cita requerida] y una creciente escena local que se sustenta en los grupos y también en diferentes talleres, escuelas y cursos sobre esta música.